# Peppermint Harris
Peppermint Harris (1925-1999), de son vrai nom Harrison Nelson, Jr., est un guitariste et chanteur de blues et de rhythm and blues américain, né à Texarkana, au Texas et décédé à Elizabeth, dans le New Jersey.

## Carrière
Peppermint Harris débute réellement sa carrière en 1943, en s’installant à Houston. Il enregistre pour divers labels, notamment Aladdin. Son principal succès est I Got Loaded, un titre repris plus tard par Elvis Costello.
Après s’être éloigné de la musique dans les années 1970, Harris est redécouvert une vingtaine d’années plus tard. En 1997, une compilation de titres anciens est publiée.

## Discographie

### Singles
- Raining In My Heart (Sittin' With Records)
- I Got Loaded (Aladdin Records)